# برنامج العامل الأجنبي المؤقت (كندا)
برنامج العامل الأجنبي المؤقت الكندي (بالإنجليزية: The Temporary Foreign Worker Program (TFWP))‏، هو برنامج أقرته الحكومة الكندية يسهل للمؤسسات بإحضار عمالة أجنبية بشكل مؤقت لكي يسدوا فراغا في اليد العاملة لعدم وجود مواطنون كنديون أو مقيمون دائمون على الأراضي الكندية يستطيعون القيام بهذه الأعمال.

## أنواعها
هناك أربع مجالات يمكن بها إخضار عمال مؤقتين هي:

### عمال زراعيون
يمكن للمؤسسات الزراعية أن توظف عمالة مؤقتة للقيام بأعمال تتعلق بالزراعة في 4 مجالات:
- عمال زراعيون موسميون: يجب أن يكونوا من المكسيك أو بعض البلدان الكاريبية، يجب أن يكون الإنتاج موجود على "القائمة الوطنية للسلع"، يجب أن تكون الأعمال متعلقة بأعمال زراعية في المزارع، يمكن أن تكون الأعمال مهارة عالية أو بسيطة.
- زراعية: يمكن إحضار العمال من أي بلد في العالم، يجب أن يكون الإنتاج موجود على "القائمة الوطنية للسلع"، يجب أن تكون الأعمال متعلقة بأعمال زراعية في المزارع، يمكن أن تكون الأعمال مهارة عالية أو بسيطة.
- الأيدي العاملة الغير ماهرة: الإنتاج غير موجود على "القائمة الوطنية للسلع"، يمكن أن تكون الأعمال مهارة عالية أو بسيطة. كما على المستوى التعليمي للمتقدمين دبلوم ثانوية عامة أو سنتين تدريبيتين في مجال العمل.
- الأيدي العاملة الماهرة: يمكن إحضار عامل لأي وظيفة تتطلب يد عاملة ماهرة. المستوى التعليمي المطلوب هو: دراسة جامعية، دراسة على مستوى الكلية، دراسة مهنية أو برنامج تمهن.

### مقدمي رعاية مقيمون
في هذه الفئة، على العامل أن يعمل بدوام كامل (أكثر من 30 ساعة في الأسبوع) لرعاية أولاد دون الثامنة عشر، وكبار السن أكبر من 65 سنة أو أشخاص معوقين. كما عليه أن يعمل ويعيش مع العائلة وبإشرافهم، كما ايفاء شروط المطلوبة من مكتب الهجرة الكندي.

### أيدي عاملة غير ماهرة
يمكن جلب أيدي عاملة غر ماهرة للعمل المؤقت الذي لا يتجاوز ال24 شهرا على شرط وجود نقص ظاهر في اليد العاملة الكندية التي يمكنها ملء الوظيفة. وتشمل هذه الوظائف كل الحالات التي لا تتطلب أكثر من شهادة ثانوية أو أكثر من سنتين تدريب عملية.

### أيدي عاملة ماهرة
تشمل هذه الفئة الوظائف في مجالات الإدارة، الاختصاصات العلمية والتقنية أو التجارية. وعلى الوظيفة أن تتطلب شهادة جامعية أو دراسة كلية أو مهنية أو تمهنية. ويمكن استحضار اليد العاملة الماهرة الأجنبية للعمل بشكل مؤقت في المجالات التالية:
- الأكاديمية: للعمل في مؤسسات يمكنها إصدار شهادات أعلى من الثانوية. زالوظيفة يجب أن تكون على مستوى مدرس جامعي، أو مدرس جامعي مساعد أو معاون مدرس جامعي، على أن تكون المهام في مجالي التدريس والأبحاث.
- الأفلام والترفيه: لإحضار عمالة في هذا المجال، يجب أن تكون الوظيفة متعلقة بالإنتاج، أو الثقافة أو الترفيه.
- الطلاب تخرجوا معاهد كندية أعلى من الثانوية: تطبق على الطلاب الذين لايشملهم قوانين الهجرة الأخرى مثل برنامج العمل بعد التخرج. ويجب أن تقدم الوظيفة بشكل مؤقت إلى حين إصدار الإقامة الدائمة.
- برنامج اليد العاملة الماهرة الفدرالية: يجب أن تكون الوظيفة المطلوب ملئها جزء من وظائف المعترف بها من قبل دائرة الهجرة. يجب أن تكون عرض الوظيفة دائم لمدة لا تقل عن سنة، غير موسمية ولدوام كامل. يجب مساعدة العالمل للحصول على إقامة دائمة. لا تشمل العمل في كيبيك.
- برنامج العامل الفدرالي: يجب أن تكون عرض الوظيفة دائم لمدة لا تقل عن سنة، غير موسمية ولدوام كامل. يجب مساعدة العالمل للحصول على إقامة دائمة. لا تشمل العمل في كيبيك.